# 제갈각
제갈 각(諸葛恪, 203년 ~ 253년)은 중국 삼국시대 동오의 권신이다. 태부로서 오의 제2대 황제 폐제 손량의 섭정이다. 자는 원손(元遜)이고, 오나라의 명신 제갈근의 장남이자 제갈량의 큰조카이다.

## 생애
제갈각은 어렸을 때에 재능이 뛰어나 손권(孫權)이 그를 매우 총애했다. 어느 날, 손권이 위 아래로 얼굴이 긴 제갈근을 놀리기 위해 한 당나귀의 목에 "제갈자유"이라는 이름표를 걸어놓았다. 이를 본 제갈각은 뒤에 "지려(之驢)"(제갈자유지려는 곧 '제갈자유의 당나귀'를 의미한다)라고 덧붙여 손권이 크게 기뻐했다고 한다. 또한 노신 장소(張昭)를 조롱하기도 하였다. 위(魏)나라의 대신 장집(張緝), 아버지 제갈근과 숙부 제갈량(諸葛亮)이 재주에 대한 교만함 때문에 그는 오래지 아니하여 집안을 망치고 말 것이라고 예언하기도 했다. 제갈각은 '그대의 아버지와 숙부 중 어느 쪽이 현명한가'라는 질문에 아버지인 제갈근이 더 현명하다 하였고, 이유로는 숙부 제갈량이 동오가 아닌 촉한을 섬긴다는 것을 들어 손권을 기쁘게 했다.
성년이 된 후 기도위에 봉해졌다가 그가 황태자인 손등(孫登)과 친하므로 제갈각을 총애한 손권은 그를 태자좌보(太子左輔)에 제수하였다. 또한 진무의 아들 진표,고옹의 손자 고승,장소의 아들 장휴와 함께 태자사우로 불렸다.
부친 제갈근과 승상 육손(陸遜) 사후 병권을 잡아 대장군 벼슬을 받고 손권이 그의 막내아들 손량(孫亮)을 태자로 삼자 태자태부(太子太傅)로 삼아 후견인으로 삼았다. 이윽고, 손량이 즉위하여 전권을 위임받았고, 내정면에서 많은 업적을 쌓아 백성들에게서 신망을 얻었다. 그리고 제갈탄과 호준이 이끄는 위의 군대를 동흥제에서 격파하는 등 많은 업적을 남겼다. 그러나 동흥제 전투에서 이긴 여세를 몰아 합비 신성을 공격했으나, 여름의 혹서로 패배한다. 그런데 이 와중에 자신의 잘못을 인정하지 않고 다른 사람에게 책임을 떠넘기는 행위등을 보여 많은 원망을 샀다. 제갈각의 전횡이 심해지자, 253년에 손씨 종친 중 하나인 손준(孫峻)에게 연회장에서 살해당했다. 생존시에 숙부 제갈량과 사촌 동생 제갈첨(諸葛瞻)에게 도움을 받기도 했다는 말이 있다. (제갈량에게서는 좋은 평가를 받았으나 촉의 장수였던 장억(張嶷)은 제갈각의 오만한 성격에 대해서 경고를 보내기도 했다.) 연의에서는 제갈각이 연회장에 가기를 두려워하였으나, 명분이 없어 어쩔 수 없이 연회장으로 갔다가 살해당하였다고 했지만, 정사에서는 제갈각이 키우던 개가 그의 옷깃을 물으며 매달렸다고 했다.
일족이 몰살당해 제갈근의 대가 끊기게 되자 제갈근의 차남이자 제갈량의 양자인 제갈교(諸葛喬)의 아들 제갈반(諸葛攀)이 제갈첨의 허락을 받아 동오로 건너와 자기가문을 이어갔다.

## 후출사표 위작설
어떤 역사학자들은 제갈량이 지었다고 알려져있으나 현재 위작의심을 받고있는 후출사표를 제갈각이 지었다고도 한다. 그들이 후출사표를 제갈각이 지었다고 하는 이유는 다음과 같다.

### 근거
1. 후출사표는 촉의 기록엔 전혀 나오지 않고 오히려 오나라의 기록에 나온다.
2. 제갈각이 북벌을 준비하면서 주장한 논리가 후출사표 내용과 비슷하다.
3. 후출사표는 오나라의 대흥려 장엄이 기록했는데 장엄은 제갈각 일파였다.
4. 그 당시 나라를 다스리던 황제에 대한 언행이 제갈량이 생전에 언급한 것과는 사뭇 다르다.

## 제갈각의 친족관계

### 관련 인물
제갈경　제갈교　제갈규　제갈균　제갈근　제갈량

제갈반　제갈정　제갈첨　제갈탄　제갈풍　제갈회

## 같이 보기
- 삼국지 인물 목록
- 진수 (서진)
- 배송지
- 사마광